# Google Fit
Google Fit es una plataforma para registrar la actividad física. Fue desarrollada por Google para el sistema operativo Android. La plataforma recolecta información física con tan solo disponer del dispositivo móvil al realizar la actividad. Se puede conectar a otros dispositivos y aplicaciones para unir todos los datos, como seguidores de actividad y sensores de ritmo cardíaco. Las actividades físicas recolectadas (como ciclismo o correr) son datos que ayudan a los usuarios a lograr sus objetivos fitness.
Google Fit fue anunciado en el Google I/O en junio de 2014, y fue lanzado el 28 de octubre de 2014 para dispositivos Android 4.0 o superior.